# صوفیان (افغانستان)
صوفیان (به لاتین: Sufian) یک منطقهٔ مسکونی در افغانستان است که در ولایت بدخشان واقع شده‌است.